# 那須塩原市立東原小学校
那須塩原市立東原小学校（なすしおばらしりつ ひがしはらしょうがっこう）は、栃木県那須塩原市東原にある公立小学校。

## 沿革

### 年表
- 1984年4月1日 - 黒磯市立稲村小学校より分離し、黒磯市立東原小学校として開校。
- 1985年3月2日 - 校旗樹立、校歌制定、開校記念碑完成。
- 2005年1月1日 - 市町村合併により那須塩原市立東原小学校と改称。

## 教育方針
- 教育目標
  - よく考え進んで学びやりぬく子
  - なかよく助け合い心豊かな子
  - たくましい気力と体力のある子

## 通学区域
通学区域は以下の通りである。
那須塩原市
- 若松団地
- 豊浦北町
- 緑ケ丘団地
- 北栄町

- 松原町
- 美原町
- 東原中央
- 東原1区, 3-4区

- 鳥野目
- 小結
- 藤田1-2区
- 小結開拓

## 交通
- JR東北本線（宇都宮線）黒磯駅より徒歩約40分（約3.2km）
- 黒磯駅西口または那須塩原駅西口より関東自動車の路線バス板室線 「稲村団地」バス停より徒歩約10分（約900m）